# Chrysodeixis maccoyi
Chrysodeixis maccoyi är en fjärilsart som beskrevs av Holloway 1977. Chrysodeixis maccoyi ingår i släktet Chrysodeixis och familjen nattflyn. Inga underarter finns listade i Catalogue of Life.